# Partido Integración Nacional
El Partido Integración Nacional es un partido político costarricense liderado por el médico Walter Muñoz Céspedes. No cuenta con diputados en la Asamblea Legislativa para el período 2022-2026.

## Historia
Nace del Centro de Estudios Costa Rica Siglo XXI, agrupación conformada por reconocidos profesionales jóvenes, intelectuales y estudiantes universitarios,[cita requerida] que durante más de 10 años (desde 1985) realizó diferentes foros, mesas redondas, encuentros y publicaciones sobre temas claves para el desarrollo de Costa Rica.[cita requerida]
Para el período legislativo 1999-2002, el PIN logra elegir a Walter Muñoz Céspedes como diputado en la provincia de San José. Además en las elecciones de 1998 nombró tres regidores, entre ellos uno que fue elegido presidente del Consejo Municipal de San José. Durante esa legislatura el diputado Muñoz se destacó por su oposición al proyecto conocido como el Combo ICE. Asimismo, se opuso al Tratado de Libre Comercio entre Costa Rica y Chile.
Muñoz fue candidato a presidente en el 2002, elecciones en las que el PIN no nombra diputados pero sí logra nombrar un regidor, Johnny Ortíz Fallas, en el cantón de Desamparados. 
Para las elecciones municipales de 2002 el partido postula candidaturas en algunos cantones y logra elegir 4 concejales en el Cantón de Sarchí (entonces llamado Valverde Vega), provincia de Alajuela (donde acogió como candidato al señor Ramón Rodríguez) y 2 concejales y un síndico (Édgar Hernández Chávez) en el cantón de San Rafael , provincia de Heredia (donde fue candidato Manuel Enrique Arce Ruiz). Los otros candidatos (Douglas Rodríguez en Alajuelita, Juan José Castrillo Morales en Pérez Zeledón, unos candidatos a síndicos y concejales en Desamparados que participaron sin aspirante a alcalde, Javier Jiménez Nájera en Paraíso y Miguel Ángel Rojas en Palmares) no obtuvieron resultado favorable. Jiménez Nájera luego se alejaría del partido y se uniría al provincial Auténtico Turrialbeño Cartaginés.
Nuevamente se presentó Muñoz como candidato a presidente y además a diputado en 2006. En ambas papeletas obtuvo muy pocos votos y quedó sin representación parlamentaria ni municipal. 
En el proceso municipal del 2006, Carlos Padilla, alcalde de Desamparados busca la reelección pero su Partido Liberación Nacional se la niega y postula a Maureen Fallas. Entonces se alía con el PIN y se postula bajo la bandera de este partido, logrando nombrar dos síndicos (Mayra Castro Gamboa y Alfredo Agustín Porras Hidalgo) y 18 concejales. Posteriormente, tanto Padilla como los demás integrantes de aquella papeleta volverían al PLN y de hecho Castro Gamboa y José Manuel Muñoz Valverde se integrarían a la Asamblea Cantonal de dicho partido.
Además, el PIN postuló algunos otros candidatos en otros cantones (Roberto Venegas Castillo en Moravia, Jorge Lemaitre en Goicoechea, Rafael Enrique Monestel en el Central de San José, Allen Núñez en Matina, Luis Alberto Nelson en Limón, Marianela Portuguez en Vázquez de Coronado y José Venegas Blanco en Esparza) pero no obtuvo resultados favorables.
En 2010, Muñoz renunció a su cuarta vez como candidato a presidente y apoya a Ottón Solís, del Partido Acción Ciudadana, como parte de una estrategia antineoliberal. Walter Muñoz mantuvo su tercera aspiración a diputado, acompañado en la lista por el dirigente izquierdista Álvaro Montero Mejía, pero no lograron el subcociente.
En las elecciones municipales del 2010, el PIN nombra una regidora (Flory María Corrales), en el cantón de Aserrí, provincia de San José. Sin embargo, Corrales pronto pasaría al PLN al que antes pertenecía.
En las municipales del 2010 el PIN acoge en el cantón Central de San José la candidatura del socialcristiano Luis Polinaris Vargas, a quien el PUSC le había negado su postulación aliándose con el candidato del Partido Accesibilidad Sin Exclusión, Óscar Andrés López Arias. Polinaris libró una dura campaña contra López, contra la candidata del Partido Acción Ciudadana, Gloria Valerín Rodríguez, contra el liberacionista Johnny Araya Monge, que buscaba otra reelección, y contra el libertario Mario Alfaro. Al final, a pesar del trabajo, sólo conseguiría superar al exregidor Alfaro y nombrar un concejal en el distrito Catedral.
En el caso de los cantones de Naranjo y Parrita, el PIN acogería a los alcaldes liberacionistas, que buscaban reelegirse pero que al igual que Carlos Padilla en el 2006, no encontraron lugar en el PLN, ni lograron su propósito. En el caso de Naranjo, Eugenio Padilla sería víctima de un fraude electoral en la Asamblea Cantonal liberacionista, donde hubo irrregularidades que favorecieron a la exdiputada Olga Marta Corrales. El TSE anuló dicha Asamblea y concedería la razón a Padilla, pero al postularse este por el PIN, aceptarían una apelación liberacionista y la candidatura de Corrales. En el caso de Parrita, el alcalde Gerardo Acuña también se postularía con el PIN al perder la Asamblea Cantonal del PLN. En Naranjo, el grupo de Padilla ganaría el síndico del distrito San Jerónimo y un total de cinco concejales con sus suplentes. En Parrita se obtendría uno de los cuatro concejales del distrito único.
El otro alcalde que se postuló para la reelección con el PIN sería Luis Gerardo Rodríguez, de Nandayure. Rodríguez había llegado a dicho puesto en el 2006 mediante el Partido Unión Nacional, pero luego se independizó de este al igual que el diputado José Manuel Echandi Meza y otros miembros. La papeleta de Rodríguez lograría elegir dos de los seis síndicos, en los distritos Porvenir y Bejuco, además de un total de nueve concejales con sus suplentes. Quedó segundo tras el candidato del Movimiento Libertario, Carlos Arias Chaves.
En Corredores el candidato sería el exalcalde socialcristiano Augusto César Moya, que recibiría el apoyo de algunos miembros del PAC. Lograría nombrar un concejal en el distrito Corredor.
En Aguirre José Antonio Zúñiga Morales participaría en una cerrada lucha con Ana Chavarría, del PASE, el regidor Osvaldo Zárate, del PUSC, el ganador, Lutgardo Bolaños, del PLN, y en segunda instancia, Fanny Sterner, libertaria, y también otros dos candidatos de partidos cantonales que no tuvieron ningún éxito, Edwin Alfaro, de Acción Quepeña, y Johnny Cordero, de la Organización Laborista de Aguirre, a pesar de ostentar el primer partido una curul de regidor y el segundo, la alcaldía. El PIN conseguiría un concejal en el distrito Quepos y otro en el distrito Naranjito, quedando por fuera sólo en Savegre.
En Santa Cruz, Julio Villafuerte, que en el 2006 había participado también con el Partido Unión Nacional, resultando segundo, también organizó una papeleta con bandera del PIN, obteniendo el síndico de Diriá y un total de tres concejales y sus suplentes.
En Sarchí (entonces llamado Valverde Vega), Ramón Rodríguez decidiría volver a participar como en el 2002, ahora obteniendo al síndico y dos concejales de distrito en Toro Amarillo.
Los otros candidatos del PIN, propuestos por iniciativa del mismo partido, no obtendrían ningún resultado favorable: Jorge Luis Ramírez, en Goicoechea, Roberto Enrique Cordero, en Moravia, Alexander Cordero Ríos, en Aserrí, y Diana Jurado Vallejo, en el cantón Central de Limón.
A pesar de que ninguno de los candidatos electos eran de extracción del partido, sino que participaron mediante fuerzas externas, y de que los candidatos de iniciativa de la agrupación no obtuvieron ni el más mínimo resultado favorable, indudablemente ésta és la elección municipal en la que la bandera del PIN logra nombrar la mayor cantidad de puestos de síndicos y concejales de distrito, muchos más que en el 2002 y en el 2006.
Para las elecciones municipales costarricenses de 2016 postuló como candidatos a alcaldes a varias figuras algunas provenientes de otros partidos, como Lourdes Durán para la alcaldía de Tibás quien era regidora presidenta municipal y fue elegida por el Partido Accesibilidad Sin Exclusión, y el exdiputado, exdefensor de los Habitantes y dos veces candidato presidencial José Manuel Echandi para la alcaldía de San José quien ha pertenecido a varios partidos previamente. El partido obtuvo varios regidores y concejales de distrito, obtuvo además en el cantón de Santa Cruz los síndicos del distrito de Santa Cruz en la persona de Arcadio Eliseo Carrera Gutiérrez y Xinia Maria Aguilar Gonzalez su suplente y el distrito Veintisiete de Abril, Sergio Juárez Gutiérrez con Alisandra Gutiérrez Gómez como su suplente, y la intendente de Paquera, Sidney Sánchez Ordóñez.
En las elecciones presidenciales del 2018 se presentó con el abogado Juan Diego Castro Fernández como candidato presidencial, obteniendo el quinto lugar con 205.601 votos. En las elecciones legislativas logró colocar cuatro diputados en las provincias de San José, Alajuela y Cartago. Casi inmediatamente después de las elecciones el candidato Juan Diego Castro renuncia enemistadamente al partido haciendo acusaciones de boicot hacia sus autoridades. Uno de los diputados electos Erick Rodríguez Steller renuncia al partido manteniéndose fiel a Castro desde antes de iniciar el período. A medio período renuncia la diputada Zoila Rosa Volio Pacheco declarándose independiente tras descubrirse que un candidato del partido sostenía una relación ilícita con una adolescente en las elecciones municipales de Costa Rica de 2020.
Al autodisolverse el Partido Patria Nueva en noviembre de 2018, la mayor parte de su militancia y dirigencia se incorporó al Partido Integración Nacional.[cita requerida]
En 2021 se reportó que múltiples figuras del polémico Movimiento Rescate Nacional que protagonizó protestas y bloqueos contra el gobierno dieron la adhesión al partido y buscarían llegar a la Asamblea, entre ellos el dirigente y exdiputado de Fuerza Democrática Célimo Guido quien iría como cabeza de lista por la provincia de Alajuela.

## Ideología
Históricamente se ha opuesto a los tratados comerciales que impiden la defensa arancelaria de la producción campesina local y defiende la idea de soberanía alimentaria. Asimismo, se opone a la apertura comercial en el mercado de las telecomunicaciones y defiende el carácter público del Instituto Costarricense de Electricidad, de la Refinadora Costarricense de Petróleo y de la salud y la seguridad social. Rechaza la privatización de servicios de la Caja Costarricense del Seguro Social (C. C. S. S.) y propone la representación directa de los asegurados en su Junta Directiva. También insiste en que la Defensoría de los Habitantes debe ser electa por voto popular. 
En 2017, Muñoz describió al partido como «enemigo de la migración y los impuestos» y defensor de la familia tradicional, opuesto tanto al matrimonio entre personas del mismo sexo como al reconocimiento mediante uniones civiles. Apenas iniciando el período legislativo 2018-2022, la bancada del PIN propuso la creación de una comisión investigadora que brinde soluciones a los problemas financieros de la C. C. S. S.
Durante la discusión del plan fiscal de 2018, el PIN apoyó el movimiento de huelga en contra de dicho paquete de impuestos. Posteriormente, se opuso a la iniciativa legislativa dirigida a limitar el derecho de huelga. Asimismo, defiende la necesidad de regular los precios de los medicamentos y de limitar los intereses usurarios de las tarjetas de crédito y las comisiones por el uso de datáfonos. La fracción del PIN también propuso una reforma a Ley General sobre VIH que equiparó el derecho a la salud de las personas con VIH tanto costarricenses como migrantes, bajo motivos "humanitarios" y "de derechos humanos".
En 2020, durante la discusión en la Asamblea Legislativa de un crédito por $504 millones de dólares con el Fondo Monetario Internacional, los diputados del PIN se posicionaron totalmente en contra, señalando que con este se condicionaba a la venta de activos estatales. La diputada Patricia Villegas señaló que "es momento de reconocer que durante las últimas décadas la política económica del país ha estado orientada a favorecer el crecimiento de algunos pequeños sectores con privilegios, para representaciones de grandes capitales nacionales y transnacionales."

## Diputados
Para el periodo legislativo 2022-2026, el partido no obtiene ningún diputado.

## Intendentes
| Provincia  | Cantón     | Distrito | Intendente                       |
| ---------- | ---------- | -------- | -------------------------------- |
| Puntarenas | Puntarenas | Lepanto  | José Francisco Rodríguez Johnson |

## Candidatos presidenciales
| Elecciones presidenciales |           |                       |         |       |          |                                                                  |
| Año                       | Candidato | Candidato             | Votos   | %     | Posición | Notas                                                            |
| 1998                      |           | Walter Muñoz Céspedes | 19,934  | 1.42% | 4/13     | Resulta elegido diputado por San José.                           |
| 2002                      |           | Walter Muñoz Céspedes | 6,235   | 0.41% | 6/13     |                                                                  |
| 2006                      |           | Walter Muñoz Céspedes | 5,136   | 0.32% | 9/14     |                                                                  |
| 2010                      |           | Walter Muñoz Céspedes | 2,049   | 0.1%  | 9/9      | Informalmente le dio la adhesión al candidato Ottón Solís Fallas |
| 2014                      |           | Walter Muñoz Céspedes | 3,042   | 0.15  | 13/13    |                                                                  |
| 2018                      |           | Juan Diego Castro     | 193,079 | 9.52% | 5/13     |                                                                  |
| 2022                      |           | Walter Muñoz Céspedes | 3.022   | 0.14% | 21/25    |                                                                  |

## Elecciones legislativas
|  | 2.8 % |

|  | 1.7 % |

|  | 0.8 % |

|  | 0.8 % |

|  | 0.6 % |

|  | 7.6 % |

|  | 1.09 % |